# Code Geass
Code Geass: Lelouch of the Rebellion (コードギアス 反逆のルルーシュ, Kōdo Giasu Hangyaku no Rurūshu) est une série d'animation japonaise créée par Sunrise.
La réalisation est dirigée par Gorō Taniguchi et le scénario est de Ichirō Ōkouchi (tous deux ont déjà travaillé sur Planetes, un autre anime de Sunrise). Le character design est le fruit de la collaboration entre le studio CLAMP, qui dessina les esquisses des protagonistes, et de Takahiro Kimura, responsable de la finalisation de ces designs et créateur de ceux des autres personnages.
Au Japon, la série a commencé sa diffusion sur MBS le 5 octobre 2006 et sur la chaîne satellite Animax le 7 novembre 2006. La série fut planifiée sur 50 épisodes, mais sa diffusion fut interrompue à l'épisode 23 pour reprendre quelques mois plus tard avec deux épisodes supplémentaires, le 21 juillet 2007. La diffusion de la seconde moitié a commencé le 6 avril 2008 sur MBS et s'est terminée le 28 septembre 2008, mettant fin à la série. Plusieurs OAV ont ensuite vu le jour. Dans les pays francophones, la série est licenciée par Kazé,.
Il existe aussi plusieurs adaptations en manga par Kadokawa Shoten, chacune centrée sur un personnage différent, et se situant dans des univers divergents de l'anime. Dans les pays francophones, les manga suivants sont édités par Tonkam : Code Geass: Lelouch of the Rebellion, Code Geass: Suzaku of the Counterattack, Code Geass: Nightmare of Nunnally, Code Geass: Queen, Code Geass: Knight, Chibi Geass et Code Geass: Shikkoku no Renya.
Trois films récapitulatifs des deux saisons de l'anime, proposant toutefois de plusieurs changements de la trame originale de la série, sont sortis en 2017 et 2018. Un nouveau film, intitulé Code Geass: Lelouch of the Re;surrection, est sorti le 9 février 2019 et poursuit le scénario des films récapitulatifs.
Un anime intitulé Code Geass: Rozé of the Recapture, annoncé en décembre 2020, est diffusé en quatre parties entre mai et août 2024.

## Histoire
Saison 1
Le 10 août 2010 du calendrier impérial (soit en 1955 du calendrier grégorien), le Saint-Empire de Britannia écrase les forces japonaises et conquiert le pays en moins d'un mois grâce à leur nouveaux mechas nommés Knightmare. Dans la défaite, le Japon perd son indépendance et est renommé Zone 11. Les Japonais quant à eux perdent tous leurs droits et leur identité nationale, et sont renommés Eleven. Ils sont déplacés dans des ghettos, cédant ainsi la majeure partie du territoire aux colons britanniques. Pourtant, des mouvements rebelles naissent et les nationalistes japonais continuent la lutte pour l'indépendance.
Un jeune homme nommé Lelouch s'est juré de détruire l'empire de Britannia depuis que son père, l'empereur de Britannia lui-même, ne fit rien pour pourchasser les responsables de l'attentat qui coûta la vie à sa mère et qui mutila sa jeune sœur.
Sept ans plus tard, lors d'une altercation entre un groupe de rebelles Eleven et l'armée britannienne, il découvre un secret militaire : une mystérieuse jeune fille connue seulement sous le nom de C.C. En entrant en contact avec elle, Lelouch obtient le Geass, le pouvoir des Rois, qui se manifeste chez Lelouch par le « pouvoir de l'obéissance absolue », qui lui permet d'imposer sa volonté à toute personne qui croise son regard. Ce pouvoir est cependant limité par le fait qu'il n'est possible de l'utiliser qu'une seule fois sur la même personne. Grâce à ce pouvoir, Lelouch va pouvoir mener son combat tant voulu contre Britannia afin de réaliser ses deux rêves : venger sa mère et créer un monde où sa sœur pourra vivre en paix. Il prendra alors l'alias de Zero et créera une organisation terroriste qu'il nommera : l'Ordre des Chevaliers Noirs.
Saison 2/R2
Un an après la Black Rebellion engendrée par l'Ordre des Chevaliers Noirs, la mort de Zero est une évidence dans les esprits. Les Japonais n'ont plus d'espoir de sauver leur patrie mais quelques rares personnes se raccrochent quand même à l'espoir du retour de Zero. La plupart des membres de l'OdCN ont été capturés par l'armée de Britannia et le nouveau Gouverneur de la Zone 11 se nomme Calarès.
Tout semble être redevenu normal, comme avant l'arrivée de Zero. Mais les choses ne se déroulent pas comme prévu : alors que Britannia recherche C.C., celle-ci se montre en compagnie des derniers membres libres de l'OdCN en prenant d'assaut la Tour de Babel, une tour très populaire pour ses spectacles et casinos. Au cœur de cet assaut se trouve malencontreusement un jeune étudiant : Lelouch Lamperouge. Il évite à tout prix les terroristes et cherche désespérément dans les décombres de la tour son jeune frère Rollo. On découvre finalement que la mémoire de Lelouch avait été modifiée. Avec l'aide de C.C., il recouvre la mémoire et reprend la lutte contre Britannia sous le masque de Zero.

## Univers deCode Geass

### Monde
Le Saint Empire de Britannia (神聖ブリタニア帝国, Shinsei Buritania Teikoku)
Cette superpuissance à vocation impérialiste possède environ un tiers du territoire mondial soit l'ensemble du continent américain et de l'Océanie (hormis l'Australie). L'Empire continue d'ailleurs son expansion avec notamment la récente colonisation de la Zone 18 qui correspond au Moyen-Orient et son invasion de l'Europe de l'Ouest. Il y a de cela sept ans, Britannia avait envahi le Japon dans le but de mettre la main sur une nouvelle source d'énergie, la Sakuradite. L'Empire de Britannia correspond à un monde alternatif dans lequel les monarchies absolues européennes auraient pu subsister dans les colonies américaines après avoir écrasé les rébellions du XVIIe siècle. Après l'invasion de la Grande-Bretagne par Napoléon à la suite de la victoire de celui-ci lors de la bataille de Trafalgar, la couronne s'est exilée en Amérique du Nord qui est devenue la mère-patrie de l'Empire.
Japon
Le Japon était doté de riches ressources en Sakuradite, une nouvelle et puissante source d'énergie. Sous le mandat du Premier ministre du Japon Genbu Kururugi et avec le soutien de l'industrie de la Sakuradite, le Japon a oppressé et dominé d'autres pays de par son contrôle économique. Des frictions entre l'Empire Britannien et le Japon ont finalement débouché sur un conflit diplomatique puis une guerre ouverte pendant laquelle l'Empire envahit et colonisa le pays pour prendre le contrôle des ressources. Le Japon a été renommé "Area 11" ou "Zone 11" et sa population "Elevens". Ce nombre correspond en fait à l'ordre dans lequel Britannia a occupé de nouveaux territoires.
La République unie d’Europia (U.E)
Cette superpuissance territoriale fondée par Napoléon défend l'égalité des droits, contrairement au Saint Empire de Britannia. Sa capitale est située à Paris. Elle s'étend à l'ensemble de l'Europe et de l'Afrique, et comprend la quasi-totalité de la Russie, moins la Mandchourie-Extérieure, ce qui en fait la superpuissance la plus étendue. Son territoire est envahi depuis la tête de pont britannienne de Bordeaux au début de la seconde saison et après sa défaite, la plupart des pays qui la composent la quittent.
Fédération Chinoise
Il s'agit d'une fédération asiatique où la richesse est censément distribuée. Son immense territoire inclut la Chine actuelle avec à sa tête un empereur, les pays de l'Asie du Sud et du Sud-Est, et enfin l'Inde. Il s'agit de la plus peuplée des grandes puissances mais la population est en proie à des difficultés économiques (disette) que son gouvernement au début de la seconde saison ignore délibérément. D'après les images que l'on peut voir de ses membres et de sa hiérarchie, elle ne correspond pas à la Chine actuelle. Visiblement, elle n'a pas subi la révolution culturelle de Mao Zedong et utilise les us et coutumes de la Chine impériale.

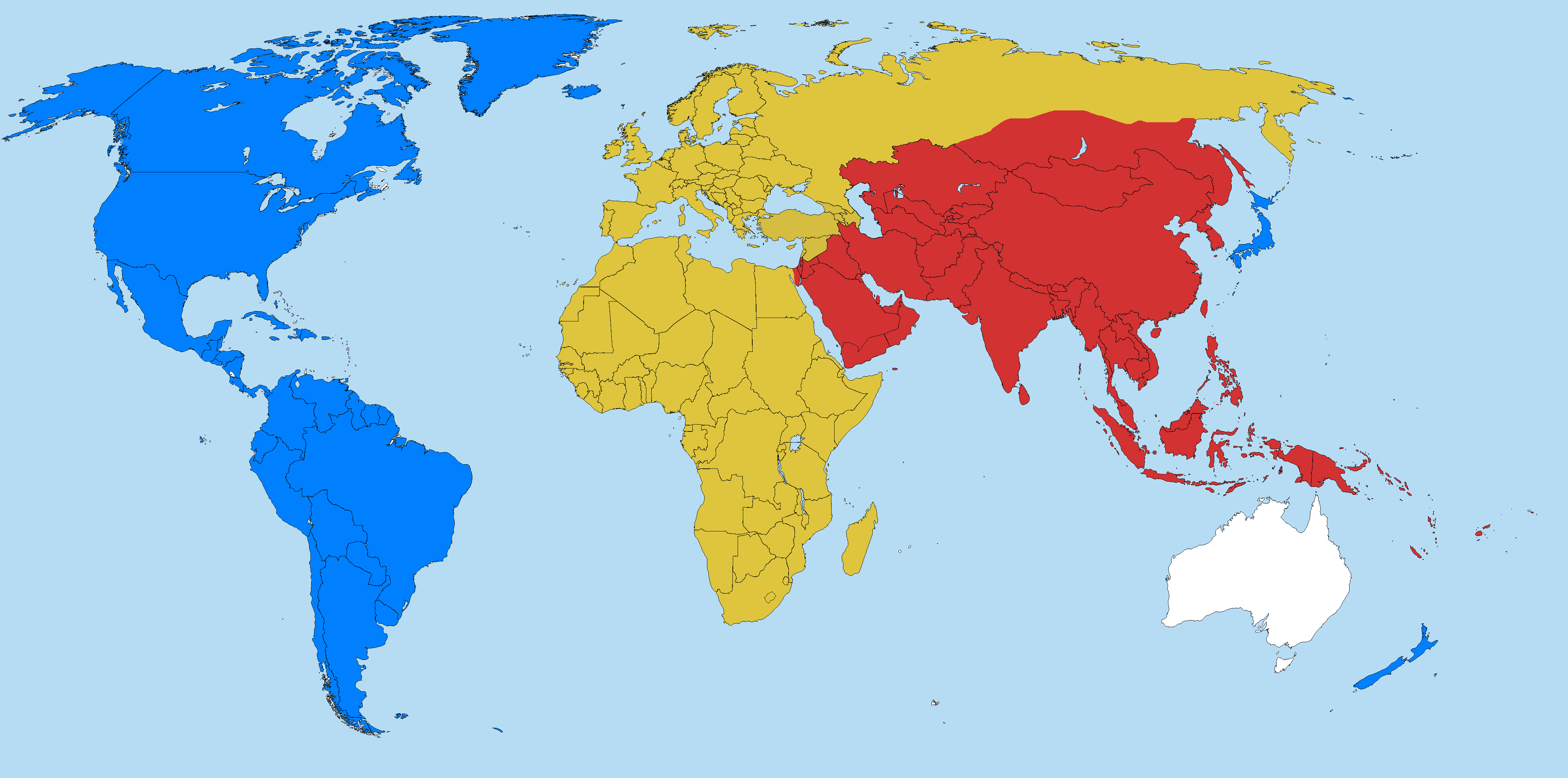
Le monde au début de la série. En bleu, Britannia, en jaune l'Europia, en rouge, la fédération chinoise.

FNU - Fédération des Nations unies
Cette fédération, créée par Zero, reprend les concepts de l'ONU hormis que le conseil de sécurité n'est représenté que par Kaguya. Chaque pays du monde y a son représentant et permet de tous les unir face à Britannia. Sa 1er résolution sera de déclarer la guerre à Britannia avec pour objectif : la libération du Japon, déclanchant ainsi une guerre mondiale.
La Guerre Mondiale opposa la FNU, composé de la Fédération Chinoise, de l'Europe centrale (sauf l'Allemagne et l'Ukraine) et de l'Afrique de l'est (du Soudan jusqu'au Mozambique) à l'Empire de Britannia, qui avait conquis durant la guerre contre l'U.E : la Russie, la France, la Belgique, les Pays-Bas, la péninsule Ibérique et les deux tiers de l'Afrique.
Néanmoins, plusieurs nations sont restées neutres durant la guerre : les îles Britanniques, la Norvège, la Suède, la Finlande avec la Péninsule de Kola, le Danemark, l'Allemagne, l'Ukraine, l'Iran, l'Irak, la République Démocratique du Congo, la République du Congo et le Gabon.
Technologie
La technologie de ce monde, situé dans les années 1950 et 1960 de notre calendrier, est équivalente à celle des années 2000 dans le domaine des communications (Internet, téléphonie mobile), supérieure dans certains domaines de l'armement (bouclier d'énergie, robotique, armes à rayonnement) et de l'énergie mais ne connait pas, au début de la série, l'énergie nucléaire.

### Lexique
Les Knightmare Frames (ナイトメアフレーム, Naitomea Furēmu)
Tout d'abord utilisés pendant l'invasion du Japon, les Knightmare Frames sont des robots géants conçus par l'empire de Britannia. Ils sont dotés d'un système de propulsion spécial qui leur permet d'atteindre une mobilité et une vitesse élevées, ce qui constitue une certaine supériorité sur un terrain de combat. Ils sont aussi équipés de capteurs sensoriels sur la tête ou le torse pour collecter des données visuelles. Leur source d'énergie est le Yggdrasil Drive et les modèles les plus récents incorporent des noyaux faits en Sakuradite, un matériau d'une technologie primordiale dans l'anime. Leur nom peut faire penser à "cauchemar" (nightmare en anglais) mais en réalité, c'est une référence à un knight's mare, littéralement la "jument du chevalier".
Les Knightmare Frames peuvent posséder plusieurs types d'armes telles des armes à feu, comme les Glasgows, ou aussi des épées laser, comme le Lancelot.
L'Hydrate de méthane
Il est apparemment la source d'énergie utilisée dans Code Geass, c'est ce qui est révélé dans l'épisode 7 de la saison 2. La sakuradite est utilisée pour fabriquer des supraconducteurs à température ambiante, mais pas comme source d'énergie. Il est probable que le méthane soit extrait du fond des océans, puis transformé pour obtenir du dihydrogène ainsi que des structures carbonées tels que les nanotubes comme cela s'envisage actuellement
Les Colonies (租界, Sokai)
Il s'agit des territoires prospères conquis par l'Empire où vivent les Britanniens. Ils sont l'opposé des ghettos, seulement habités par des citoyens indigènes. Les colonies sont alimentées par d'énormes panneaux solaires et les résidents peuvent facilement parcourir la ville grâce aux monorails.
Le Ghetto (ゲットー, Gettō)
Il s'agit des taudis où vivent les Elevens. Les ghettos sont essentiellement constitués de ruines de bâtiments d'avant guerre où la population peut difficilement vivre.
Académie Ashford (アッシュフォード学園, Asshufōdo Gakuen)
C'est dans cette académie privée détenue par la famille Ashford qu'étudient Lelouch, Nunnally et leurs amis.
Eleven (イレヴン, Irevun)
Nom donné aux Japonais après la conquête et la colonisation de la Zone 11.
Britanniens d'Honneur (名誉ブリタニア人, Meiyo Buritania-jin)
Les citoyens des zones conquises peuvent devenir Britanniens d'honneur s’ils prêtent allégeance à l'Empire de Britannia. Ils ont alors les mêmes droits que des Britanniens normaux, mais ils n'échappent nullement aux préjudices et à l'inégalité. Par ailleurs, les soldats britanniens d'honneur ne peuvent pas réaliser le même type de carrière qu'un Britannien natif car certains privilèges leur sont refusés.  Dans le même ordre d'idées, lors de la cérémonie de remise du titre de chevalier, la foule n'applaudit pas Suzaku, alors même que c'est la princesse Euphemia qui l'a choisi.
Faction Puriste (純血派, Junketsu-ha)
Cette faction s'oppose au système honorifique de Britannien d'honneur et souhaite une armée et une société britanniennes composées uniquement de Britanniens de sang.
Sakuradite (サクラダイト, Sakuradaito)
Ressource importante utilisée pour la fabrication de matériaux supraconducteurs à haute température, ce qui peut permettre de créer des batteries capables de stocker de très grandes quantités d'énergie. Elle est particulièrement abondante au Japon, qui représente 70 % de l'offre mondiale. Une mine de sakuradite se situant dans le mont Fuji se présente sous la forme d'une structure circulaire entourant la montagne, pourtant emblème sacré du Japon. Par ailleurs, c'est ce matériau stratégique qui est à l'origine de l'invasion britannienne. Depuis lors se tiennent des réunions annuelles entre l'Empire et les autres nations visant à déterminer la part que chacun peut extraire de la Zone 11. On apprend dans l'épisode 13 que la sakuradite peut être stockée sous forme liquide et qu'elle est explosive, ou tout du moins fortement inflammable.
Le Calendrier Saint (a.t.b)
C'est le calendrier utilisé par l'Empire de Britannia. Il commence lors de la première arrivée de Jules César chez les Celtes de la Bretagne, une invasion plus commerciale que militaire en réalité, ayant eu lieu en 55 av. J.-C. Dans l'animé, cette tentative commerciale fut une tentative d'invasion militaire qui s'est soldée par un échec et qui a mené à l'indépendance de Britannia, contrairement à la réalité où la Bretagne devint la province romaine de Britannia. Les initiales A.T.B signifient "Ascension Throne Britannia" et font référence à l'élection d'un chef celtique à la tête de Britannia afin de résister à l'envahisseur romain et à Jules César. Par la suite, la province de Britannia s'étendra très rapidement aux actuels États-Unis d'Amérique après avoir été repoussée par Napoléon. César ayant débarqué à Britannia en 55 av. J.-C. pour la première fois, l'an 2000 ATB équivaut à l'an 1945 sur notre actuel calendrier grégorien.
Chevalier (騎士, Kishi)
Ce titre est donné aux pilotes de Knightmare Frame. En principe les Britanniens d'honneur ne peuvent pas devenir Chevalier. La seule exception connue est Kururugi Suzaku, qui a été nommé par la princesse Euphemia. Chevalier est le rang de noblesse le plus haut qui puisse permettre de demander une audience à un membre de la famille royale.
Shiseiken (四聖剣, litt. Les Quatre Epées Saintes)
Il s'agit de l'unité d'élite des plus talentueux et dévoués alliés de Kyōshirō Tōdō. Durant la confusion de la bataille de Narita (épisode 11), ils ont attiré le Knightmare de la princesse Cornelia avec les Burai Kai récemment développés par les Japonais. Leur existence date de l'invasion du Japon par l'Empire de Britannia, soit sept ans avant la bataille de Narita.

## Anime

### Série télévisée

#### Fiche technique
- Année : 2006
- Planning : Kenji Uchida, Seiji Takeda, Kazumi Kawashiro
- Histoire originale : Ichirō Ōkouchi, Gorō Taniguchi
- Réalisateur : Ichirō Ōkouchi
- Réalisateur associé : Hiroyuki Yoshino
- Character design original : CLAMP
- Character design : Takahiro Kimura
- Knightmare design : Akira Yasuda, Eiji Nakata, Jun'ichi Akutsu (Bee-Craft)
- Mecha design & concept design : Kenji Teraoka
- Animateurs principaux : Takahiro Kimura, Yuriko Chiba, Eiji Nakata, Seiichi Nakatani
- Directeur artistique : Yoshinori Hishinuma
- Design des couleurs : Reiko Iwasawa
- Directeur de la photographie : Sōta Ōya
- Editing : Seiji Morita
- Directeur 3DCG : Tetsuya Watanabe
- Directeur 2DCG : Masoto Miyoshi
- Illustrations spéciales : Shigeru Morita
- Musique : Kōtarō Nakagawa, Hitomi Kuroishi
- Direction du son : Yasuo Uragami, Motoi Izawa
- Production du son : AUDIO PLANNING U
- Sound production desk : Keiko Uragami
- Studio d'enregistrement : APU MEGURO STUDIO
- Mixer : Takaaki Uchiyama
- Assistant mixer : Hisanori Ōshiro
- Effets sonores : Masahiro Shōji (Fizz Sound Creation)
- Producteurs de la musique : Yoshimoto Ishikawa (Victor Entertainment), Keiichi Tomura (Sony Music Entertainment), Noboru Mano (Sunrise Music Publishing)
- Producteurs associés : Jun Satoyoshi, Hirofumi Inagaki, Osamu Hosokawa
- Producteurs : Hitoshi Morotomi, Yoshitaka Kawaguchi, Takao Minegeshi, Atsushi Yukawa
- Directeur associé : Kazuya Murata
- Directeur : Gorō Taniguchi
- Production : Mainichi Broadcasting System, Sunrise, Project Geass (Sunrise, Bandai Visual, Bandai, Bandai Namco Games, Hakuhodo DY Media Partners)

### Doublage

#### Voix originales
- Jun Fukuyama : Lelouch Lamperouge
- Takahiro Sakurai : Suzaku Kururugi
- Yukana (en) : C.C.
- Ami Koshimizu : Kallen Stadtfeld
- Kaori Nazuka : Nunnally Lamperouge
- Omi Minami : Euphemia li Britannia
- Mitsuaki Madono (en) : Kaname Ōgi
- Kazunari Tanaka : Shinichirō Tamaki
- Norio Wakamoto : Charles zi Britannia
- Norihiro Inoue (en) : Schneizel el Britannia
- Junko Minagawa : Cornelia li Britannia
- Ken Narita : Jeremiah Gottwald
- Yoshiyuki Kono : Gilbert Guilford
- Akeno Watanabe : Villetta Nu, Suzaku (enfant), Alicia Lohmeyer
- Sayaka Ohara : Lelouch (enfant)
- Kikuko Inoue : Arthur, Dorothea Ernst, Cécile Croomy
- Sayaka Ohara : Milly Ashford
- Noriaki Sugiyama : Rivalz Cardemonde
- Saeko Chiba : Nina Einstein, Nagisa Chiba
- Fumiko Orikasa : Shirley Fenette, Ayame Futaba
- Satomi Arai : Sayoko Shinozaki, Nonette Enneagram
- Takahiro Mizushima (en) : Rolo Lamperouge
- Yūji Takada : Kyoshirō Tōdō
- Atsushi Kisaichi : Shōgo Asahina, Atsushi Kisaichi
- Yū Shimaka : Ryoga Senba
- Issei Futamata : Kosetsu Urabe
- Shinpachi Tsuji : Taizō Kirihara
- Mika Kanai : Kaguya Sumeragi
- Masayo Kurata (en) : Rakshata Chawla
- Jōji Nakata : Diethard Ried
- Asako Dodo : Marianne vi Britannia
- Jin Yamanoi (en) : Odysseus eu Britannia
- Nobuo Tobita (en) : Clovis la Britannia
- Soumei Uchida : Bismarck Waldstein
- Sōichirō Hoshi : Gino Weinberg
- Yūko Gotō : Anya Alstreim, Monica Kruszewski
- Katsuhisa Hōki (en) : Bartley Asprius
- Kiyoyuki Yanada : Andreas Darlton
- Kōzō Mito (en) : Kanon Maldini
- Yasuyuki Kase (en) : Kewell Soresi
- Tetsu Shiratori : Lloyd Asplund
- Hikaru Midorikawa : Li Xingke
- Tamaki Matsumoto : Jiang Lihua (Tianzi)

#### Voix françaises
- Thierry Bourdon : Lelouch Lamperouge
- Adrien Solis : Suzaku Kururugi
- Chantal Macé : Euphemia li Britannia
- Frédérique Marlot : Nunnally Lamperouge, Shirley Fenette
- Marie Diot : C.C., Nina Einstein
- Jessie Lambotte : Kallen Stadtfeld
- Julie Deliquet : Milly Ashford, Sayoko Shinozaki
- Patrick Béthune : Diethard Ried, Darlton, Bismarck
- Natacha Gerritsen : V.V., Lelouch enfant
- Frédéric Souterelle : Charles zi Britannia
- Laura Zichy : Cornelia li Britannia
- Éric Chevallier : Lloyd Asplund
- Philippe Roullier : Jeremiah Gottwald
- Christine Paris : Villetta Nu, Rakshata Chawla, voix-off générique
- Vincent De Bouard : Rivalz Cardemonde
- Damien Da Silva : Ôgi Kaname
- Jérémy Zylberberg : Tamaki, Kyoshiro Tôdô
- Olivia Dutron : Cécile Croomy
- Bruno Méyère : Clovis la Britannia, Guilford
- Céline Melloul : Marianne vi Britannia, Anya
- Alexandre Coadour : Schneizel el Britannia (saison 1), Mao
- Jean-Marco Montalto : Schneizel el Britannia (saison 2), Xing-Ke
- Grégory Laisné : Kewell Soresi, Kanon Maldini
- Jim Coindin : Yoshitaka Minami
- Nicolas Beaucaire : Rollo, Gino Weinberg

#### Épisodes

##### Saison 1
| No | Titre français                     | Titre japonais        | Titre japonais              | Date de 1re diffusion |
| No | Titre français                     | Kanji                 | Rōmaji                      | Date de 1re diffusion |
| --- | ---------------------------------- | --------------------- | --------------------------- | --------------------- |
| 01 | Le jour où le démon vient au monde | 魔神 が 生まれた 日   | Majin ga Umareta Hi         | 5 octobre 2006        |
| Lors d'une tentative de fuite de terroristes, Lelouch Lamperouge lycéen et étudiant à L'Académie Ashford se retrouve malgré lui au milieu d'une bataille opposant l'armée de Britannia aux terroristes. Il y rencontre une mystérieuse jeune fille aux cheveux verts qui lui sauve la vie. Elle lui propose de passer un pacte, et lui donne un pouvoir se nommant le Geass et en échange il devra exaucer le souhait de son choix, un pacte qu'il accepte. |                                    |                       |                             |                       |
| 02 | L'éveil du chevalier blanc         | 覚醒 の 白き 騎士     | Kakusei no Shiroki Kishi    | 12 octobre 2006       |
| Lelouch parvient à s'échapper grâce au Geass. En effet son pouvoir lui permet de donner n'importe quel ordre à quiconque ayant le malheur de croiser son regard. Son esprit ouvert et son habileté au jeu d'échecs sont pour lui des atouts maîtres pour diriger les opérations. Malheureusement, un tout nouveau modèle de Knightmare Frame fait son apparition. |                                    |                       |                             |                       |
| 03 | Le faux camarade de classe         | 偽り の クラスメイト  | Itsuwari no Kurasumeito     | 19 octobre 2006       |
| Lelouch est en réalité le fils de l'Empereur de Britannia. Sa mère était l'Impératrice et s'est faite assassiner. Lelouch cherche à savoir qui l'a tuée et réclame vengeance. Il questionne Clovis avec le Geass mais celui-ci n'est au courant de rien, et le tue. De retour au lycée, Lelouch se concentre sur les événements de son académie et découvre qu'une étudiante fait en réalité partie des terroristes, mais qu'elle incarne une personne discrète et effacée pour se fondre dans la masse. Pendant qu'il l'interroge à l'aide du Geass, il découvre qu'il ne peut l'utiliser qu'une fois sur chaque individu. |                                    |                       |                             |                       |
| 04 | Son nom est Zero                   | その 名 は ゼロ       | Sono Na wa Zero             | 26 octobre 2006       |
| Lelouch découvre que C.C, la jeune fille aux cheveux verts qui lui a donné son pouvoir, a décidé de venir habiter avec sa sœur et lui. Suzaku est déclaré non coupable par manque de preuves. En sortant du tribunal, une jeune fille nommée Euphie lui tombe littéralement dans ses bras. Pendant ce temps, Jeremiah Gottwald, l'homme que Zero a pris sous son contrôle via le Geass pour libérer Suzaku, se retrouve pris dans une embuscade. |                                    |                       |                             |                       |
| 05 | La princesse et la sorcière        | 皇女 と 魔女          | Kōjo to Majo                | 2 novembre 2006       |
| L'arrivée de Suzaku à l'académie d'Ashford s'accompagne d'une grande animosité venant de ses nouveaux camarades. Il est toujours considéré comme un Eleven et non un citoyen d'honneur. De plus il a été accusé de l'assassinat du prince Clovis et n'est donc pas intégré à l'académie. Dans le même temps, un chat vole le masque de Zero, mettant en péril l'identité secrète de Lelouch. |                                    |                       |                             |                       |
| 06 | Le masque volé                     | 奪われた 仮面         | Ubawareta Kamen             | 9 novembre 2006       |
| Pendant que le Conseil des étudiants prépare une fête en l'honneur du chat, la princesse Cornelia lance une offensive contre le ghetto de Saitama afin de recréer les mêmes conditions que l'incident de Shinjuku et ainsi attirer Zero. |                                    |                       |                             |                       |
| 07 | Tir sur Cornelia !                 | コーネリア を 撃て    | Kōneria o Ute               | 16 novembre 2006      |
| Les membres de la conférence sur le partage de la Sakuradite sont pris en otages par le Front de Libération du Japon. Certains membres du Conseil des étudiants s'y étaient également rendus pour une visite et sont à présent également pris en otages. Zero doit alors décider ou non s'il veut se démarquer ou rester avec la résistance japonaise. |                                    |                       |                             |                       |
| 08 | L'Ordre des Chevaliers Noirs       | 黒 の 騎士団          | Kuro no Kishidan            | 23 novembre 2006      |
| Les membres de la conférence sur le partage de la Sakuradite sont pris en otages par le Front de Libération du Japon. Certains membres du Conseil des étudiants s'y étaient également rendus pour une visite et sont à présent également pris en otages. Zero doit alors décider ou non s'il veut se démarquer ou rester avec la résistance japonaise. |                                    |                       |                             |                       |
| 08.5 | Les miracles du masque             | 仮面 の 軌跡          | Kamen no Kiseki             | 30 novembre 2006      |
| 09 | Refrain                            | リ フ レ イ ン        | Rifurein                    | 6 décembre 2006       |
| Une drogue appelée Refrain sévit dans la Zone 11. Cette drogue est très populaire parmi les habitants, car elle leur fait revivre leur passé et par conséquent, le temps où le Japon était encore une nation libre et indépendante. On en découvre un peu plus sur la famille et les origines de Kallen. |                                    |                       |                             |                       |
| 10 | Le Guren danse                     | 紅蓮 舞う             | Guren Mau                   | 14 décembre 2006      |
| Des Knightmare Frames sont envoyés de Kyoto en renfort pour le compte de l'Ordre des Chevaliers Noirs. Avec cette nouvelle force de frappe, Zero se dirige à présent vers le QG du Front de Libération du Japon, dans les montagnes Narita, avec pour idée de se servir d'eux pour porter un coup à l'armée du Gouverneur Générale de la Zone 11. Zero espère également capturer la seconde princesse de Britania, Cornelia. |                                    |                       |                             |                       |
| 11 | La bataille de Narita              | ナリタ 攻防戦         | Narita Kōbōsen              | 21 décembre 2006      |
| L'assaut de Zero est couronné de succès, il est sur le point de capturer la princesse Cornelia. Cependant, la troisième princesse Euphemia envoie Suzaku et le Lancelot dans la bataille, ce qui pourrait compromettre les plans de Zero. |                                    |                       |                             |                       |
| 12 | Le Messager de Kyôto               | キョウト から の 使者 | Kyoto Kara no Shisha        | 4 janvier 2007        |
| L'Ordre des Chevaliers Noirs est invité à Kyoto pour une rencontre avec le chef du NAC, qui les fournit notamment en Knightmare Frames. Cette rencontre sera décisive car elle décidera du soutien financier et logistique que Kyoto serait en mesure d'apporter à l'Ordre. Shirley trouve enfin le moyen d'inviter Lelouch à aller voir un concert avec elle. Cependant, un événement imprévu pourrait bousculer son planning et la changer à jamais. |                                    |                       |                             |                       |
| 13 | Shirley et l'arme                  | シャーリー と 銃口    | Shārī to Jūkō               | 11 janvier 2007       |
| L'enterrement du père de Shirley sème le doute dans l'esprit de Lelouch, sa culpabilité le ronge. Villetta révèle alors à Shirley que Lelouch pourrait faire partie de l'Ordre des Chevaliers Noirs, ce qui l'amène à rejoindre secrètement le port, où un conflit entre les dernières forces du Front de Libération du Japon et l'armée britannienne, avec en son centre l'Ordre des Chevaliers Noirs, va avoir lieu. |                                    |                       |                             |                       |
| 14 | Geass contre Geass                 | ギアス 対 ギアス      | Giasu tai Giasu             | 18 janvier 2007       |
| Lelouch découvre que quelqu'un a découvert son identité alors qu'il était inconscient. Se rappelant avoir vu Shirley sur les lieux, et après avoir fouillé sa chambre, il prend le train avec C.C. pour la poursuivre. Il ne se doute pas qu'un jeune homme du nom de Mao l'attend, bien décidé à utiliser son Geass après avoir manipulé les pensées de Shirley. |                                    |                       |                             |                       |
| 15 | Mao applaudit                      | 喝采 の マオ          | Kassai no Mao               | 25 janvier 2007       |
| C.C. explique à Lelouch l'histoire de Mao, et ses déboires lorsque son Geass est devenu incontrôlable. Elle veut régler cette affaire seule et fait en sorte que Lelouch n'interfère pas. Dans le même temps, Villetta se réveille chez Ōgi, et elle souffre d'amnésie. |                                    |                       |                             |                       |
| 16 | Nunnally enlevée                   | 囚われ の ナナリ      | Toraware no Nanarī          | 1er février 2007      |
| Mao a survécu à ses blessures et est maintenant revenu pour se venger. C.C. étant partie en Fédération de Chine en tant que messagère, c'est sur la Nunnally qu'il porte son dévolu, et il l'enlève. Lelouch a désormais 5 heures pour fouiller l'académie d'Ashford et la retrouver. |                                    |                       |                             |                       |
| 17 | Chevalier                          | 騎士                  | Kishi                       | 8 février 2007        |
| Une cérémonie d'inauguration a lieu au musée d'art, un mémorial ouvert à la mémoire du prince Clovis. La princesse Euphemia doit y décerner un prix pour la meilleure œuvre d'art. Dans le même temps, Lelouch et l'Ordre des Chevaliers Noirs vont aider le Front de Libération du Japon à libérer leur leader, le colonel Tōdō Kyōshirō. |                                    |                       |                             |                       |
| 17.5 | La Vérité derrière le Masque       | 仮面 の 真実          | Kamen no Shinjitsu          | 15 février 2007       |
| 18 | Je t'ordonne, Suzaku Kururugi...   | 枢木 スザク に 命じる | Kururugi Suzaku ni Meijiru  | 22 février 2007       |
| 19 | L'île des dieux                    | 神 の 島              | Kami no Shima               | 1er mars 2007         |
| 20 | La Bataille de Kyûshû              | キュウシュウ 戦役     | Kyūshū Sen'eki              | 8 mars 2007           |
| 21 | Annonce à la fête de l'académie    | 学園祭宣言！          | Gakuen-sai Sengen!          | 15 mars 2007          |
| 22 | Euphie baignée de sang             | 血染めのユフィ        | Chizome no Yufi             | 22 mars 2007          |
| 23 | Avec au moins du chagrin           | せめて哀しみとともに  | Semete Kanashimi to Tomo ni | 29 mars 2007          |
| 24 | Où tout s'effondre                 | 崩落 の ステージ      | Hōraku no Sutēji            | 28 juillet 2007       |
| 25 | Zero                               | ゼロ                  | Zero                        | 28 juillet 2007       |

##### Saison 2 / R2
| No | Titre français                                         | Titre japonais       | Titre japonais                 | Date de 1re diffusion |
| No | Titre français                                         | Kanji                | Rōmaji                         | Date de 1re diffusion |
| -- | ------------------------------------------------------ | -------------------- | ------------------------------ | --------------------- |
| 01 | Le Jour de l'Eveil du Démon                            | 魔神 が 目覚める日   | Majin ga Mezameru Hi           | 6 avril 2008          |
| 02 | Plan pour un Japon indépendant                         | 日本 独立 計画       | Nihon dokuritsu keikaku        | 13 avril 2008         |
| 03 | En prison à l'Académie                                 | 囚われ の 学園       | Toraware no Gakuen             | 20 avril 2008         |
| 04 | Contre-attaque sur l'échafaud                          | 逆襲 の 処刑台       | Gyakushū no Shokeidai          | 27 avril 2008         |
| 05 | Les Chevaliers de la Table Ronde                       | ナイト オブ ラウンズ | Knight of Round                | 4 mai 2008            |
| 06 | Guet-Apens au-dessus du Pacifique                      | 太平洋 奇襲 作戦     | Taiheiyou Kishū Sakusen        | 11 mai 2008           |
| 07 | Le masque abandonné                                    | 棄てられた 仮面      | Suterareta kamen               | 18 mai 2008           |
| 08 | Un million de miracles                                 | 百万 の キセキ       | Hyaku man no kiseki            | 25 mai 2008           |
| 09 | Une fiancée dans la Cité Interdite                     | 朱禁城 の 花嫁       | Shukinjou no Hanayome          | 8 juin 2008           |
| 10 | Quand brille le Shen Hu                                | 神虎 輝く 刻         | Shenfū Kagayaku toki           | 15 juin 2008          |
| 11 | La force des sentiments                                | 想い の 力           | Omoi no chikara                | 22 juin 2008          |
| 12 | Love attack !                                          | ラブ アタック ！     | Rabu atakku !                  | 29 juin 2008          |
| 13 | L'assassin venu du passé                               | 過去 から の 刺客    | Kako kara no shikaku           | 6 juillet 2008        |
| 14 | Chasse au Geass                                        | ギアス 狩り          | Giasu gari                     | 13 juillet 2008       |
| 15 | Le monde de C                                          | C の 世界            | C no sekai                     | 20 juillet 2008       |
| 16 | Première résolution de la Fédération des Nations Unies | 超合集国決議第壱號   | Chōgōshūkoku Ketsugi Daiichigo | 27 juillet 2008       |
| 17 | De la terre dans la bouche                             | 土 の 味             | Tsuchi no Aji                  | 3 août 2008           |
| 18 | La deuxième bataille de Tokyo                          | 第二次 東京 決戦     | Dainiji Tōkyō kessen           | 10 août 2008          |
| 19 | Trahison                                               | 裏切り               | Uragiri                        | 17 août 2008          |
| 20 | L'empereur démis                                       | 皇帝 失格            | Kōtei Shikkaku                 | 24 août 2008          |
| 21 | La jonction Ragnarök                                   | ラグナレク の 接続   | Ragunareku no setsuzoku        | 31 août 2008          |
| 22 | Lelouch Empereur                                       | 皇帝 ルルーシュ      | Kōtei Rurūshu                  | 7 septembre 2008      |
| 23 | Le masque de Schneizel                                 | シュナイゼル の 仮面 | Shunaizeru no kamen            | 14 septembre 2008     |
| 24 | Les cieux sous le Damoclès                             | ダモクレス の 空     | Damokuresu no sora             | 21 septembre 2008     |
| 25 | Zero Requiem                                           | Re;                  | Zero Requiem                   | 28 septembre 2008     |

#### Musiques

##### Saison 1
Épisodes 1 à 12
| Générique d'introduction COLORS - Paroles : Kohshi Asakawa, Keigo Hayashi - Arrangements : Takeshi Asakawa - Composition : Flow & Koichi Tsutaya - Interprétation : Flow | Générique de fin Yūkyō Seishunka (勇侠青春謳) - Paroles : Arika Takarano - Arrangements : Mikiya Katakura - Composition : Mikiya Katakura - Interprétation : ALI PROJECT |

Épisodes 13 à 23
| Générique d'introduction Kaidoku Funō (解読不能) - Paroles, composition, arrangements et interprétation : Jinn | Générique de fin Mosaic Kakera (モザイクカケラ) - Paroles et arrangements : Junzō Ishida - Composition : Masayuki Sakamoto et SunSet Swish - Interprétation : SunSet Swish |

Épisodes 24 et 25
| Générique d'introduction Hitomi no Tsubasa (瞳ノ翼) - Interprétation : Access | Générique de fin Mosaic Kakera (モザイクカケラ) - Paroles et arrangements : Junzō Ishida - Composition : Masayuki Sakamoto et SunSet Swish - Interprétation : SunSet Swish |

Musiques interprétées
- Stories (épisode 5 et 13 et 17.5) - Masquerade (épisode 14) - Alone (épisode 21) - Innocent Days (épisode 22, 23, 25)

Paroles, musique et interprétation : Hitomi
- Picaresque (épisode 17), Callin' (épisode 20)

Paroles, musique et performance : Mikio Sakai

##### Saison 2 / R2
Épisodes 1 à 12
| Générique d'introduction O2 - Interprétation : Orange Range | Générique de fin Shiawase Neiro - Interprétation : Orange Range |

Épisode 13 à 25
| Générique d'introduction World's End - Interprétation : Flow | Générique de fin Waga Routashi Aku no Hana - Interprétation : ALI PROJECT |

### OAV
Deux OAV, nommés Code Geass: Lelouch of the Rebellion Special Edition "Black Rebellion" et Code Geass: Lelouch of the Rebellion R2 Special Edition "Zero Requiem" sont sortis le 24 juillet 2009.
Une OAV nommée Code Geass: Nunnally in Wonderland (コードギアス 反逆のルルーシュ： ナナリーinワンダーランド, Kōdo Giasu Hangyaku no Rurūshu: Nanarī in wandārando), annoncée en janvier 2012, est sorti au Japon le 27 juillet 2012, produite par les studios Sunrise.
Une série de cinq OAV nommée Code Geass: Akito the Exiled (コードギアス 亡国のアキト, Kōdo Giasu: Bōkoku no Akito) est également diffusée au Japon. Le premier épisode est diffusé le 4 août 2012, puis est sorti en DVD et Blu-ray le 29 janvier 2013. Le deuxième est diffusé le 14 septembre 2013, et est sorti en DVD et Blu-ray le 25 décembre 2013. Le troisième épisode, initialement prévu pour le printemps 2014, est diffusé le 2 mai 2015. Le quatrième épisode est sorti le 4 juillet 2015 et le cinquième et dernier est sorti le 6 février 2016. Dans les pays francophones, la série est éditée par Kazé.
Les cinq épisodes de Code Geass: Akito the Exiled ont été édités en français, respectivement sous les titres L'avènement de la Wyverne (film 1), La Wyverne déchiquetée (film 2), Ce qui brille tombe du ciel (film 3), Souvenirs de haine (film 4) et Aux êtres aimés (film 5). L'originalité de cet OAV est de situer l'action sur le territoire de l'Euro Universe (ou Europia). Jusque-là, la série se déroulait au Japon, en Chine, ou à Britannia. Une autre particularité est l'utilisation d'un nouveau calendrier qui se trouve être le calendrier révolutionnaire français.

### Films récapitulatifs etLelouch of the Resurrection
Un nouveau projet, baptisé Code Geass: Lelouch of the Resurrection (Code Geass: Fukkatsu no Lelouch), est annoncé en décembre 2016 pour célébrer les 10 ans de la licence,, où Lelouch sera de retour dans une ultime bataille. Une première bande-annonce est diffusée. Trois films récapitulatifs des saisons 1 et 2, modifiant plusieurs éléments de la trame originale de la série (notamment le sort de Shirley), sont sortis dans les salles japonaises les 21 octobre 2017 (Code Geass : Hangyaku no Lelouch - Kōdō), 10 février 2018 (Code Geass : Hangyaku no Lelouch - Handou) et 25 mai 2018 (Code Geass : Hangyaku no Lelouch - Ōdō).
Le 3 août 2018, le studio Sunrise annonce que Code Geass: Lelouch of the Re;surrection (Fukkatsu no Lelouch) sera un film qui prendra la suite, non pas de la série originale, mais des trois films récapitulatifs,. Un court teaser est présenté le jour-même. Une troisième et quatrième bandes-annonces, introduisant de nouveaux personnages, sont également diffusées les 4 octobre 2018 , et 1er décembre 2018,. Au Japon, le film est sorti au cinéma le 9 février 2019,. Deux nouvelles bandes-annonces ont été diffusées pour l'occasion.

## Manga
Code Geass a connu plusieurs adaptations en manga, éditées par Kadokawa Shoten au Japon et Tonkam en France :
1. Code Geass: Lelouch of the Rebellion[4]
2. Code Geass: Suzaku of the Counterattack
3. Code Geass: Nightmare of Nunnally[33]
4. Code Geass: Knight - Histoires courtes pour filles[34]
5. Code Geass: Queen - Histoires courtes pour garçons[34]
6. Chibi Geass[35]
7. Code Geass : Shikkoku no Renya[36]
8. Code Geass : Oz the Reflection

Un art-book nommé Code Geass: Mutuality est également sorti en 2009.

## Récompenses reçues
Catégories du 29e Anime Grand Prix (2006/2007)
- Meilleur anime : Code Geass ~ Hangyaku no Lelouch
- Meilleurs épisodes : Code Geass #1 (2e place); Code Geass #6 (5e place) ; Code Geass #8 (9e place)
- Meilleurs personnages féminins : C.C. (3e place) ; Kallen Stadtfeld (7e place)
- Meilleurs personnages masculins : Lelouch Lamperouge (1re place); Suzaku Kururugi (6e place)
- Meilleur chanson : Colors, de Flow

Catégories du 30e Anime Grand Prix (2007/2008)
- Meilleur anime : Code Geass ~ Lelouch of the Rebellion
- Meilleur personnage masculin : Lelouch Lamperouge
- Meilleur personnage féminin : C.C.
- Meilleur seiyū : Jun Fukuyama (voix de Lelouch Lamperouge)

Tokyo Anime Award (2007)
- Meilleure série TV : Code Geass ~ Hangyaku no Lelouch

Animation Kobe (2007)
- Meilleure série TV : Code Geass ~ Hangyaku no Lelouch

Seijou Award 2007
- Meilleur Seiyuu : Jun Fukuyama (Lelouch Lamperouge)
- Meilleure Seiyuu de personnage secondaire : Ami Koshimizu (Kallen Stadtfeld)

Japan Expo Awards 2010
- Prix de la meilleure série originale : Code Geass

Japan Expo Awards 2011
- Prix de la meilleure série originale : Code Geass – Lelouch of the Rebellion R2